# فرد هايت
فرد هايت (بالإنجليزية: Fred Hyatt)‏ هو لاعب كرة قدم أمريكية أمريكي، ولد في 28 يونيو 1946 في رونوك في الولايات المتحدة.

## وصلات خارجية
- فرد هايت على موقع مرجع كرة القدم المحترفة.كوم (الإنجليزية)